# 松井勇 (地理学者)
松井 勇（まつい いさむ、1907年8月18日 - 1996年8月10日）は、日本の地理学者である。

## 略歴
1907年（明治40年）8月18日、本郷区駒込浅嘉町（現在の文京区本駒込）で誕生。旗本の家系であったという。東京府立第五中学校から第一高等学校を経て東京帝国大学理学部地理学科に進学、1931年（昭和6年）に卒業。理学部大学院に進み、辻村太郎に師事する。1946年（昭和21年）に「地理学に於ける分布論」で理学博士となる。
1947年（昭和22年）より東京女子高等師範学校の講師を務め、1949年（昭和24年）に常勤となる。同年、国立学校設置法に基づき、東京女子高等師範学校はお茶の水女子大学に改組される。1951年（昭和26年）から1973年（昭和48年）までお茶の水女子大学教授。1996年（平成8年）8月10日逝去。死因は脳梗塞。

## 研究
式正英は、松井の研究を以下の4つに大分する。式によれば、1. は1930年から1941年、2. は1941年頃から1968年、3. は1941年にはじまるも、主に戦中である1943年から1947年、4. は戦後、お茶の水女子大学においておこなわれた1947年から1973年までのテーマである。計量地理学の先鞭をつけたことでもしられ、散村の家屋分布をポアソン分布の式に当てはめモデル化した、1931年の論文『砺波平野の一部に於ける散村の分布状態に関する統計的一考察』を英訳加筆したものは、ブライアン・ベリー主幹の論文集である『Spatial Analysis』に収録されている。
1. 地理的分布事象の計測と定量化・地図化
2. 分布と地域に関する基本的・理論的考察
3. 農業調査資料の分布解析による日本の農業地域区分
4. 那須野の農業地理および微細地誌